# Anna Wecker
Anna Wecker, geborene Keller, verwitwete Aeschenberger (* vor 1572; † 1596 in Altdorf bei Nürnberg), war eine deutsche Schriftstellerin. Sie war eine der ersten Autorinnen gedruckter Kochbücher.

## Leben

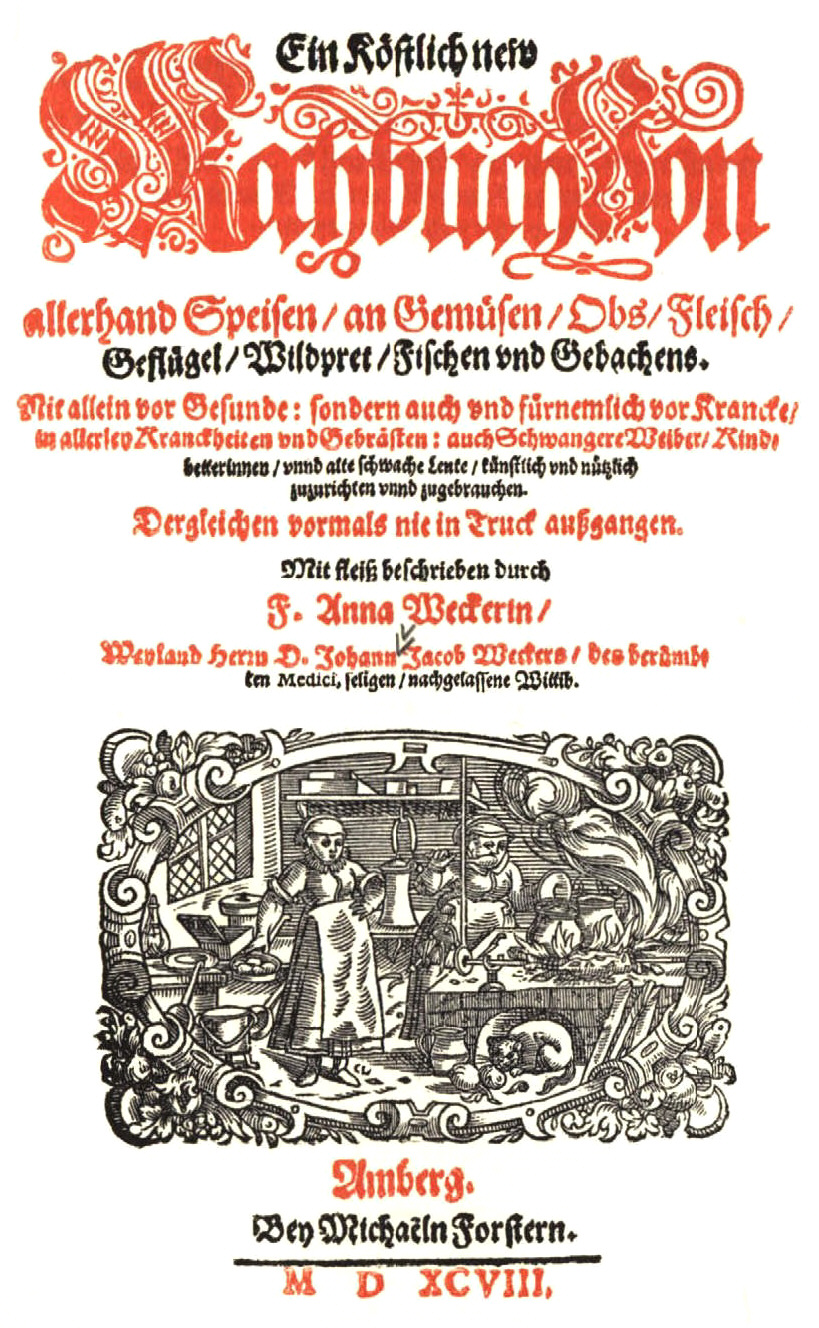
Deckblatt des Kochbuchs von Anna Aeschenberger, Ausgabe 1598.

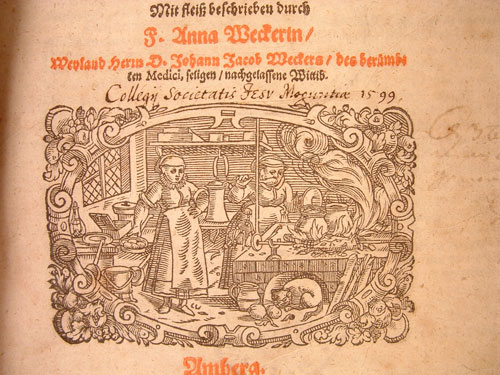
Mainzer Exemplar des Kochbuchs.

Wecker war in erster Ehe mit Israel Aeschenberger, Stadtschreiber von Altdorf bei Nürnberg, verheiratet. Ihre gemeinsame Tochter Katharina heiratete 1572 den Gelehrten Nicolaus Taurellus. Nach dem Tod ihres ersten Mannes heiratete Wecker den Arzt Johann Jakob Wecker aus Basel. Dieser wirkte als Stadtphysikus in Colmar, wo er auch starb. Anna Wecker gab zwei Jahre nach seinem Tod sein Werk Antidotarium Speciale, ex. opt. authorum … scriptis fideliter congestum et amplius triente actum in Basel heraus. Bereits 1586 war sie mit einem Hochzeitsspruch auf Jacob Pömer und Barbara Löffelholtz dichterisch in Erscheinung getreten, auf dessen Titel sie sich als „Anna Kellerin, Doctor Hannß Jacob Wecker seligen hinderlassene Wittfraw“ bezeichnet.
Nach dem Tod ihres zweiten Mannes lebte Wecker bei ihrer Tochter in Altdorf bei Nürnberg. Sie beendete im Jahr ihres Todes ihr Hauptwerk, das Kochbuch Ein Köstlich new Kochbuch, das sie Luise Juliana von Oranien-Nassau widmete. Es war das erste von einer Frau stammende, gedruckte Kochbuch in deutscher Sprache. Katharina Taurellus gab es 1597 heraus. Nachdrucke erfolgten noch bis zum Ende des 17. Jahrhunderts. Zusammen mit Philippine Welser (De re coquinaria, 1545) und Sabina Welser (Das Kochbuch der Sabina Welserin, 1553) zählt Anna Wecker heute zu den wenigen namentlich bekannten Frauen des 16. Jahrhunderts, die Kochbücher verfassten.

## Schriften
- Ein Hochzeit Spruch / zu Ehren und glücklicher Wolfart. Dem Erbarn und Vesten Junckern / Jacob Pömern / und seiner Erbarn und Tugentsamen Braut / Jungfrawen Barbara Löffelholtzin: Gestellet Durch / Anna Kellerin: Doctor Hannß Jacob Wecker seligen hinderlassene Wittfraw (1586) – im Besitz der Herzog August Bibliothek Wolfenbüttel
- Ein Köstlich new Kochbuch: Von allerhand Speisen / an Gemüsen / Obs / Fleisch / Geflügel / Wildpret / Fischen und Gebachens. Nicht allein vor Gesunde: sondern auch und Fürnemblich vor Krancke / in allerley Kranckheiten und Gebrästen: auch Schwangere Weiber / Kindbetterinnen / und alte schwache Leute / künstlich und nützlich zuzurichten und zu gebrauchen. Dergleichen vormals nie in Truck außgangen. Mit fleiß beschrieben durch F. Anna Weckerin. Weyland Herrn D. Johann Jacob Weckers / des berümbten Medici, seligen / nachgelassene Wittib (1597) – im Besitz der Herzog August Bibliothek Wolfenbüttel; 2. Auflage Amberg (1598) (Digitalisat und Volltext im Deutschen Textarchiv)